# Renault RE50
Chronologie des modèles (1984)
Renault RE40 Renault RE60
La Renault RE50 est une monoplace de Formule 1 conçue par l'écurie française Renault dans le cadre du championnat du monde de Formule 1 1984. Elle succède à la Renault RE40. Le Français Patrick Tambay et le Britannique Derek Warwick en sont les pilotes. Pour la dernière manche de la saison, au Portugal, une troisième monoplace, confiée au Français Philippe Streiff, est engagée, mais n'est pas éligible à marquer des points.

## Résultats en championnat du monde de Formule 1

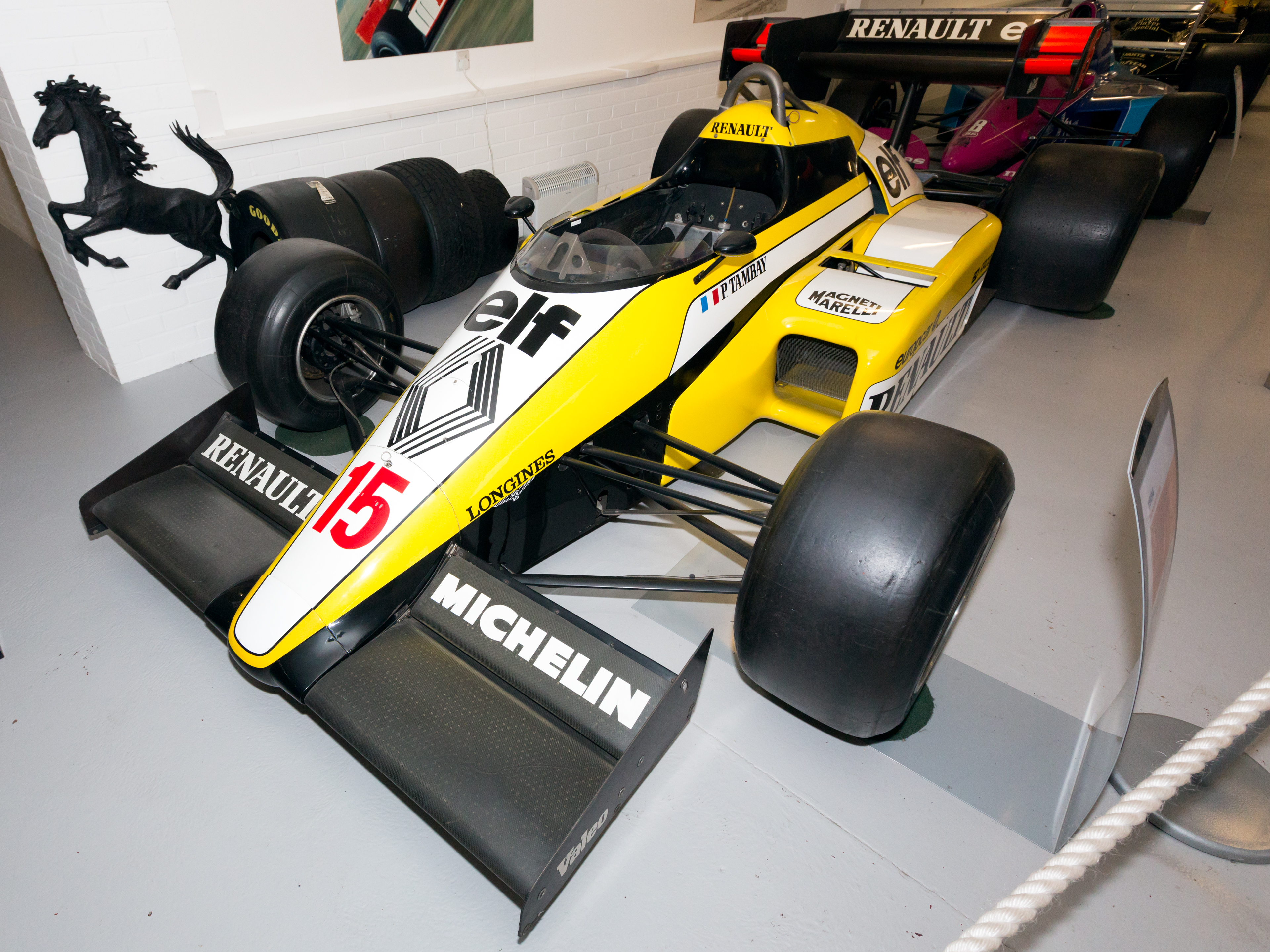
La Renault RE50 au musée de Donington.
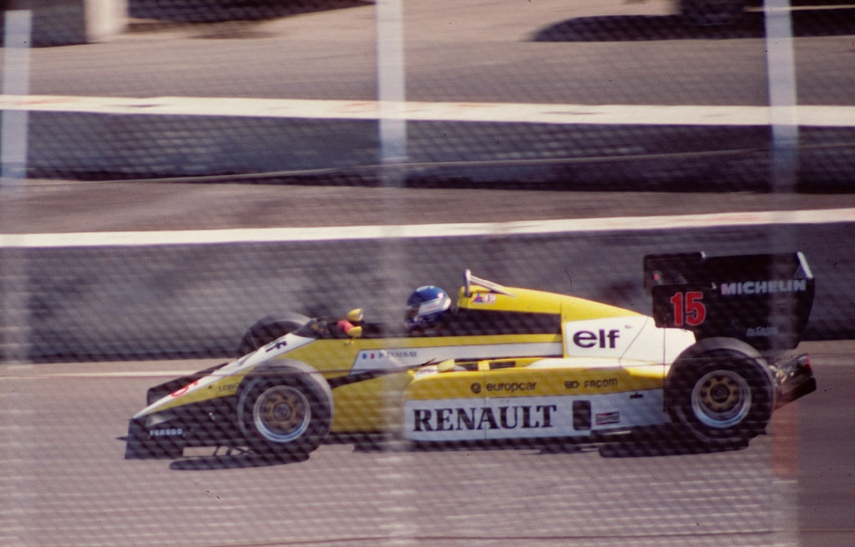
Patrick Tambay sur la Renault RE50 à Dallas

| Saison | Écurie             | Moteur         | Pneus    | Pilotes          | Courses | Courses | Courses | Courses | Courses | Courses | Courses | Courses | Courses | Courses | Courses | Courses | Courses | Courses | Courses | Courses | Points inscrits | Classement |
| Saison | Écurie             | Moteur         | Pneus    | Pilotes          | 1       | 2       | 3       | 4       | 5       | 6       | 7       | 8       | 9       | 10      | 11      | 12      | 13      | 14      | 15      | 16      | Points inscrits | Classement |
| ------ | ------------------ | -------------- | -------- | ---------------- | ------- | ------- | ------- | ------- | ------- | ------- | ------- | ------- | ------- | ------- | ------- | ------- | ------- | ------- | ------- | ------- | --------------- | ---------- |
| 1984   | Équipe Renault Elf | Renault EF4 V6 | Michelin |                  | BRÉ     | AFS     | BEL     | SMR     | FRA     | MON     | CAN     | DET     | DAL     | GBR     | ALL     | AUT     | P-B     | ITA     | EUR     | POR     | 34              | 5e         |
| 1984   | Équipe Renault Elf | Renault EF4 V6 | Michelin | Patrick Tambay   | 5e      | Abd     | 7e      | Abd     | 2e      | Abd     | Np      | Abd     | Abd     | 8e      | 5e      | Abd     | 6e      | Abd     | Abd     | 7e      | 34              | 5e         |
| 1984   | Équipe Renault Elf | Renault EF4 V6 | Michelin | Derek Warwick    | Abd     | 3e      | 2e      | 4e      | Abd     | Abd     | Abd     | Abd     | Abd     | 2e      | 3e      | Abd     | Abd     | Abd     | 11e     | Abd     | 34              | 5e         |
| 1984   | Équipe Renault Elf | Renault EF4 V6 | Michelin | Philippe Streiff |         |         |         |         |         |         |         |         |         |         |         |         |         |         |         | Abd     | 34              | 5e         |

Légende : ici 